# Hrvatski državni arhiv
Hrvatski državni arhiv (skraćeno HDA) je središnja arhivska ustanova nadležna za prikupljanje informacija o arhivskom gradivu u Hrvatskoj i svijetu. 
Hrvatski državni arhiv čuva, te znanstveno-stručno obrađuje arhivsko gradivo, odnosno dokumente državnih i javnih ustanova, poduzeća, pravnih i fizičkih osoba čija se je djelatnost prostirala ili se prostire na čitavom dijelu Republike Hrvatske, ali i znatno šire. Arhivsko gradivo koje se čuva ima značenje za čitavu Republiku Hrvatsku.

## Povijest
Razvoj Hrvatskog državnog arhiva kao središnje hrvatske arhivske ustanove odvijao se paralelno s razvojem sustava zaštite nacionalne arhivske baštine. U srednjem vijeku isprave i spise Kraljevine Hrvatske čuvali su banovi, banovci, protonotari i Zagrebački kaptol. Hrvatski sabor od 17. stoljeća sustavnije radi na popisivanju i zaštiti najvrednijega gradiva Kraljevine Dalmacije, Hrvatske i Slavonije. Temeljem saborske odluke 1643. zemaljski blagajnik Ivan Zakmardi de Diankovec daje izraditi na zemaljski trošak posebnu škrinju povlastica Kraljevine u koju se, zajedno s popisom, pohranjuju zemaljske isprave, zakoni i povlastice. Time su postavljeni temelji današnjega državnog arhiva u Hrvatskoj. 
Kako su banovi, banovci i protonotari službene spise zadržavali kod sebe, Sabor s vremenom donosi niz propisa o predaji službenih spisa u Arhiv Kraljevine te 1744. odluku o imenovanju Ladislava Kiralya prvim zemaljskim arhivarom. Godine 1745. daje mu posebnu uputu, prvu kod nas poznatu, o sređivanju, izlučivanju, signiranju, popisivanju i čuvanju spisa Kraljevine. 
Kako se Škrinja privilegija čuvala u sakristiji zagrebačke katedrale, Sabor 1752. zahtijeva da se premjesti u sabornicu na Markovu trgu što je i učinjeno 1764. Godine 1770. Hrvatski sabor donosi posebne mjere zaštite tih prostorija u kojima su se, osim škrinje i Arhiva Kraljevine čuvali i spisi Zagrebačke županije i Sudbenoga stola. U vrijeme Hrvatskog kraljevskog vijeća (1767. – 1779.) u Banskoj Hrvatskoj započinje sustavno odvajanje tekućega registraturnoga (pismohranskoga) gradiva od onoga koje ima povijesni značaj. Sređuju se i popisuju arhivi najvažnijih grana uprave, kaptolski arhivi i Arhiv Kraljevine. Od 1791. do 1797. sastavljeni su prvi elenhi i repertoriji pojedinih skupina spisa (Sabor, Banski spisi, Spisi protonotara, Konferencije). Ivan Zrnčić bio je prvi stalni arhivist Kraljevinskog arhiva, postavljen na to mjesto 1800.
Od sredine 19. stoljeća započinje proces prerastanja Kraljevinskoga arhiva u samostalnu ustanovu za čuvanje i obradu arhivskoga gradiva. Ban Josip Jelačić imenovao je 1848. Ivana Kukuljevića Sakcinskog upraviteljem Arhiva. U skladu s novim pristupom arhivskome gradivu kao sastavnome dijelu kulturne baštine neke zemlje, prvom restitucijom arhivskoga gradiva iz inozemstva (1849. – 1853.) u Arhiv je iz Budimpešte vraćen dio spisa hrvatske provenijencije: spisi grofova Zrinskih, knezova Frankapana i drugih hrvatskih plemićkih obitelji (Neoregestrata acta), spisi ukinutih isusovačkih, pavlinskih i drugih samostana u Hrvatskoj koji su se čuvali pri Ugarskoj komori, spisi Hrvatskog kraljevskog vijeća te hrvatski spisi Kraljevskog Ugarskog namjesničkog vijeća itd. Po nalogu ugarske vlade ban Khuen-Hédervary je starije i važnije spomenute spise 1885. ponovo vratio u Budimpeštu. Za Ivana Kukuljevića započelo je i sustavno objavljivanje arhivskoga gradiva kao povijesnog izvora.
Nakon Hrvatsko-ugarske nagodbe (1868.) Kr. Zemaljski arhiv postaje pomoćni ured Kr. hrvatsko-slavonsko-dalmatinske zemaljske vlade koja 1870. donosi Zakon o Zemaljskom arhivu u Zagrebu s odredbama o korištenju gradiva. Tako se Arhiv otvorio javnosti, poglavito znanstvenoj. 
Povjesničar Tadija Smičiklas dobio je od Zemaljske vlade dozvolu za rad studenata u Arhivu. Arhiv počinje 1899. izdavati i svoje glasilo (Vjestnik kr. hrv.-slav.-dalm. zemaljskog arkiva). U istom periodu u Arhiv dolazi značajno gradivo vojnih ustanova i pojedinih županija. Godine 1913. dovršena je zgrada namjenski građena za Sveučilišnu knjižnicu i Zemaljski arhiv, u kojoj se Arhiv i danas nalazi. U prosincu 1918. u Arhiv dolaze iz Budimpešte spisi Hrvatskog ministra zajedno s gradivom Hrvatske dvorske kancelarije i s hrvatskim spisima austrijskih ministarstava. 
Spisi koje u Budimpeštu 1885. prenio ban Khuen-Hédervary vraćeni su u Arhiv tek 1958. i 1960. Status Arhiva kao samostalne ustanove formalno je potvrđen u međuratnome razdoblju te se od 1923. pod nazivom Kr. Državni arhiv odvaja od uprave. 
U drugoj polovici 20. stoljeća postaje hrvatski matični arhiv i postupno raste osnivanjem pojedinih organizacijskih jedinica koje će preuzeti specifične funkcije arhivske službe (laboratoriji, Kinoteka i dr).

## Vanjske poveznice
- Stranice Hrvatskog državnog arhiva